# مارتین کلر
مارتین کلر (انگلیسی: Martin Klarer؛ زادهٔ ۱۹ آوریل ۱۹۸۲) بازیکن فوتبال اهل آلمان است.
از باشگاه‌هایی که در آن بازی کرده‌است می‌توان به باشگاه فوتبال نورنبرگ اشاره کرد.